# Zeckenparalyse
Als Zeckenparalyse wird eine durch einen Stich einer weiblichen Zecke ausgelöste Intoxikation mit aufsteigender schlaffer Lähmung (Paralyse) bezeichnet.

## Vorkommen und Krankheitsursache
Als Auslöser einer Zeckenparalyse wurden insgesamt über 40 verschiedene Zeckenarten beschrieben, die zu den Gattungen Amblyomma, Dermacentor, Haemaphysalis, Hyalomma, Ixodes und Rhipicephalus gehören. In Europa wurde die Zeckenparalyse bislang nicht beobachtet, wohl aber in Nord- und Südamerika, Afrika und Australien. Das für das Krankheitsbild verantwortliche Nervengift wird erst nach etwa fünf bis sieben Tagen Saugtätigkeit von der Zecke gebildet, weshalb die Zeckenparalyse ein sehr seltenes Krankheitsbild darstellt. Betroffen sind vor allem Kinder bzw. Jungtiere.

## Klinisches Bild und Behandlung
Die Erkrankung kündigt sich unspezifisch mit Reizbarkeit, Müdigkeit, Schmerzen und Missempfindungen an, die etwa 24 Stunden anhalten (Prodromalphase). Darauf entwickelt sich über Tage eine fortschreitende schlaffe Lähmung, die schließlich durch Ausfall der Atemmuskulatur sogar zum Tode führen kann.
Die Behandlung erfolgt durch sofortiges Entfernen der Zecke, worauf sich die Lähmungen innerhalb von Stunden zurückbilden.